# 園田茂人
園田 茂人（そのだ しげと、1961年 - ）は、日本の社会学者。東京大学大学院情報学環・東洋文化研究所教授。専門は中国社会論、比較社会学、アジア文化変容論。千葉県出身。

## 経歴
- 1984年 - 東京大学文学部社会学科卒業
- 1986年 - 東京大学大学院社会学研究科社会学（A)コース修士課程修了
- 1987年 - 中国・南開大学社会学系へ留学（中国政府奨学金による高級進修生）
- 1988年 - 東京大学大学院社会学研究科博士課程中退
- 東京大学文学部助手、中央大学文学部教授、早稲田大学大学院教授などを歴任。
- 2009年東京大学学際情報学府教授

## 主張
- アジア各国で韓流ブームが巻き起こっていると主張し、それが米国偏重から脱却しようとする動きであると主張している。更には韓国は日本にとって「重要な他者」であり、アジア文化・アジア化推進の引き金になっていると説いている[1]。

## 著書
- 『中国人の心理と行動』 日本放送出版協会、2001年2月。ISBN 9784140019085
- 『日本企業アジアへ--国際社会学の冒険』 有斐閣、2001年3月。ISBN 9784641161108
- 『不平等国家 中国--自己否定した社会主義のゆくえ』 中央公論新社、2008年5月25日。ISBN 9784121019509
- 『教育は不平等を克服できるか』（新保敦子との共著）岩波書店、2010年6月18日。ISBN 9784000282581

### 編著
- 天児慧 『日中交流の四半世紀』 東洋経済新報社、1998年11月。ISBN 9784492221662
- 『現代中国の階層変動』 中央大学出版部、2001年12月。ISBN 9784805713112
- 『東アジアの階層比較』 中央大学出版部、2005年3月。ISBN 9784805713150
- 『中国社会はどこへ行くか--中国人社会学者の発言』　岩波書店、2008年6月。ISBN　9784000238502